# Pierre Beauquier
Pour les articles homonymes, voir Beauquier.
Pierre Beauquier, né le 5 février 1904 à Besançon (Doubs) et mort le 29 juin 1981 à Sainte-Agathe-des-Monts (Canada), est un homme politique français.

## Biographie
Diplômé en histoire et en droit, après des études suivies à Besançon, puis Dijon, il exerce comme avocat à Besançon à partir de 1927.
Très pratiquant, il fréquence les milieux des mouvements de jeunesse catholique et, en 1931, fonde à Besançon un groupe du Parti démocrate populaire. Mais, peu de temps après, il s'installe à Pontarlier où il devient secrétaire du député de droite (Fédération républicaine) Georges Pernot.
Il quitte Pontarlier pour Belfort en 1940, et reprend sa carrière d'avocat en 1941. Sans activité politique, ni acte de résistance, ni collaboration, pendant toute l'occupation, il revient dans la vie publique à la Libération, et est élu conseiller municipal de Belfort, sous l'étiquette du Mouvement Républicain Populaire, en août 1945, tout en poursuivant son activité professionnelle. De 1947 à 1952, il est ainsi bâtonnier du barreau de Belfort.
Tête de la liste MRP pour l'élection de la première assemblée constituante, en octobre, il obtient 37 % des voix et est élu député. Réélu en juin 1946, avec 42 % des voix, puis en novembre, avec 30 %, il spécialise ses interventions sur les questions liée au transports : président du conseil supérieur des transports de 1947 à 1952, il préside la commission des transports de l'Assemblée nationale à partir de janvier 1949.
En 1951, cependant, il ne se représente pas aux élections, et s'éloigne de la vie politique pour se consacrer pleinement à sa carrière professionnelle. Installé à Paris en 1953, il devient conseiller juridique de la Fédération internationale des agents de voyage, membre du conseil d'administration de l'Association Nationale France-Canada, et président des Clubs Richelieu.

## Détail des fonctions et des mandats
Mandats parlementaires
- 21 octobre 1945 - 10 juin 1946 : Député du Territoire de Belfort
- 2 juin 1946 - 27 novembre 1946 : Député du Territoire de Belfort
- 10 novembre 1946 - 4 juillet 1951 : Député du Territoire de Belfort